# Асока (сериал)
«Асо́ка» (англ. Ahsoka) или «Звёздные во́йны: Асо́ка» (англ. Star Wars: Ahsoka) — американский мини-сериал, созданный Дейвом Филони для стримингового сервиса Disney+, часть медиафраншизы «Звёздные войны», спин-офф сериала «Мандалорец». В центре сюжета находится Асока Тано, которая расследует новую угрозу, возникшую после падения Империи. Главную роль сыграла Розарио Доусон, гранд-адмирала Трауна снова сыграл Ларс Миккельсен.
Премьерный показ первого сезона, включающего восемь эпизодов, проходил с 22 августа по 3 октября 2023 года. Сериал, получивший неоднозначные отзывы критиков, продлён на второй сезон.

## Сюжет
Действие «Асоки» происходит после событий, показанных в фильме «Звёздные войны. Эпизод VI: Возвращение джедая» и одновременно с событиями сериала «Мандалорец». Асока Тано расследует возникающую угрозу галактике после падения Галактической Империи.

## Актёры и персонажи
- Розарио Доусон — Асока Тано, девушка-джедай и бывший падаван Энакина Скайуокера, пережившая «Приказ 66»[3][4].
- Наташа Лю Бордиццо — Сабина Врен, молодая мандалорская воительница, выпускница Имперской академии и бывшая охотница за головами[4][5]. Готовясь к роли, Бордиццо смотрела мультсериал «Звёздные войны: Повстанцы»[6], тренировалась с Кью и училась пользоваться световым мечом, так как персонаж в сериале сражается старым клинком Эзры Бриджера[7][8]:7.
- Мэри Элизабет Уинстэд — Гера Синдулла, Тви’лек, генерал Новой Республики, пилот корабля «Призрак», в прошлом возлюбленная джедая Кэнана Джарруса[англ.], от которого родила сына Джейсена[4][9]. Уинстэд описала своего персонажа как «сильного лидера и бойца, а также заботливую мать», отличающуюся от других армейских генералов (обычно их изображают как «очень маскулинных, жёстких персонажей»)[7].
- Рэй Стивенсон — Бэйлан Сколл, бывший джедай, спасшийся от Приказа 66 благодаря бегству в Неизведанные регионы. Тёмный джедай и наёмник, ищущий власти. Учитель Шин Хати, работающий заодно с Морган Элсбет[4][10]. Это последняя роль Стивенсона, умершего в мае 2023 года.
- Иванна Сахно — Шин Хати, ученица Бэйлана, владеющая Силой и орудующая световым мечом, которую Бэйлан отправил на охоту за Асокой[9][10][11].
- Диана Ли Иносанто — Морган Элсбет, бывший Магистрат Калодана, подчинённая Трауна[4][9] и одна из последних Ночных сестёр Датомира[12]. Иносанто, по её словам, вдохновлялась образами Гая Юлия Цезаря и Екатерины Великой[7].
- Дэвид Теннант — Хьюянг (озвучка), дроид, собиравший световые мечи для джедаев во времена Войн клонов[4][9]. Прежде Теннант озвучивал этого персонажа в мультсериале «Звёздные войны: Войны клонов»[9].
- Эман Эсфанди — Эзра Бриджер[англ.], бывший мошенник, которого Кэнан взял в ученики и который пожертвовал собой, отправившись в неизведанные регионы вместе с Трауном[4][13].
- Эван Уиттен — Джейсен Синдулла, сын Геры и Кэнана, мечтающий стать джедаем, как его отец[14].
- Женевьев О’Райли — Мон Мотма, канцлер Новой Республики, бывший сенатор Республиканского сената и глава Повстанческого альянса[11].
- Хейден Кристенсен — Энакин Скайуокер, бывший джедай и наставник Асоки, перешедший на Тёмную сторону Силы и ставший владыкой-ситхом, известным как Дарт Вейдер[15][16]. Скайуокер встречает Асоку в Мире между мирами. Кристенсена омолодили для роли с помощью грима[17].
- Ларс Миккельсен — гранд-адмирал Траун, мужчина-чисс, высокопоставленный офицер Галактической Империи, известный благодаря своим хитрым стратегиям[4][18]. Прежде Миккельсен озвучивал анимационную версию персонажа в «Повстанцах»[18].
- Энтони Дэниелс — C-3PO.
- Дейв Филони — C1-10P / «Чоппер» (голос)[19][20].
- Марк Ролстон — капитан Хейл, капитан тюремного крейсера, на котором перевозят Элсбет[21].
- Клэнси Браун — Райдер Азади, губернатор Лотала, которого озвучивал в «Повстанцах»[22].
- Винни Томас[англ.] — Джай Келл, персонаж, которого в «Повстанцах» озвучивал Данте Баско[23].
- Пол Дарнелл — инквизитор Маррок[19].
- Питер Джейкобсон — Мин Уивер, шпион Галактической Империи, работающий региональным наблюдателем на судостроительной верфи на Кореллии[24].
- Нельсон Ли — сенатор Хамато Сионо, который прежде появлялся в мультсериале «Звёздные войны: Сопротивление» (2018), где его озвучивал Ци Ма[25].
- Жаклин Антарамиан — сенатор Родриго.
- Морис Ирвин[англ.] — сенатор Мавуд[11].
- Пол Сон-Хён Ли — капитан Карсон Тева (появлялся в сериалах «Мандалорец» и «Книга Бобы Фетта» в том же исполнении)[26].
- Брендан Уэйн, дублёр Дина Джарина в «Мандалорце», — лейтенант Лендер[27].

.

## Эпизоды
Сезон 1 (2023)
| № | Название                                                                                          | Режиссёр :13–15     | Автор сценария | Дата премьеры    |
| --- | ------------------------------------------------------------------------------------------------- | ------------------- | -------------- | ---------------- |
| 1 | «Part One: Master and Apprentice» «Часть первая: Учитель и ученик»                                | Дейв Филони         | Дейв Филони    | 22 августа 2023  |
| Бэйлан Сколл, бывший джедай, а ныне наёмник, и его ученица Шин Хати нападают на крейсер Новой Республики и освобождают леди Морган Элсбет, пойманную прежде Асокой Тано. Та рассказывает Сколлу, что Асока ищет гранд-адмирала Трауна, побеждённого Эзрой Бриджером. Асока и Хьюянг находят звёздную карту с указанием местонахождения Трауна (и, возможно, Бриджера), после чего узнают о побеге леди Элсбет. Воссоединившись с флотом, Асока встречает генерала Геру Синдуллу, а Хьюянг рассказывает, что звёздная карта заблокирована. Синдулла советует Асоке заручиться поддержкой Сабины Врен, бывшего падавана Асоки, чтобы открыть карту. Врен это удаётся, но на неё нападает Шин, которая ранит её и забирает карту. Примечание: Эпизод посвящён памяти актёра Рэя Стивенсона, исполнителя роли Бэйлана Сколла, который умер за несколько месяцев до премьеры сериала. |                                                                                                   |                     |                |                  |
| 2 | «Part Two: Toil and Trouble» «Часть вторая: Труд и трудности»                                     | Стеф Грин           | Дейв Филони    | 22 августа 2023  |
| Врен приходит в себя и сообщает Асоке об успешной активации карты. Ей удаётся отследить напавших на неё дроидов до фабрик леди Элсбет на планете Кореллия. В поисках карты Асока и Синдулла отправляются на кореллианские судостроительные верфи, откуда в этот момент отбывает огромный гипердвигатель, построенный сторонниками Галактической Империи. Синдулла отправляется в погоню за гипердвигателем, в то время как Асока сражается с Марроком, бывшим инквизитором, работающим на Элсбет. Маррок и транспорт сбегают, но дроид-астромеханик Синдуллы Чоппер успевает поставить устройство слежения. Нескольких работников верфи арестовывают как шпионов Империи. С Асокой связывается Врен, которая готова снова стать её падаваном и найти Бриджера. Сколл, Хати и Маррок получают гипердвигатель и вместе с Элсбет готовы закончить строительство корабля «Око Сиона» и найти адмирала Трауна. |                                                                                                   |                     |                |                  |
| 3 | «Part Three: Time to Fly» «Часть третья: Время полетать»                                          | Стеф Грин           | Дейв Филони    | 29 августа 2023  |
| Врен возобновляет тренировки под началом Асоки и Хьюянга, хотя и испытывает трудности с использованием Силы. Синдулла связывается с Мон Мотмой, канцлером Новой Республики, и группой влиятельных сенаторов, чтобы получить разрешение на отправку республиканских войск на планету Ситос. Мотма её поддерживает, но другие сенаторы не верят, что Траун и Бриджер живы, и отказывают Синдулле в поддержке. Асока, Врен и Хьюянг прилетают на Ситос, где обнаруживают «Око Сиона». На них нападает эскадрилья истребителей, возглавляемая Хати и Марроком, Элсбет открывает огонь из лазерных пушек «Ока Сиона». Герои сбегают, пролетая через скопление пёргиллов, и приземляются на поверхности Ситоса, где скрываются в лесу. Хьюянг заканчивает анализ «Ока Сиона», которое опознаёт как врата для гиперпрыжка. |                                                                                                   |                     |                |                  |
| 4 | «Part Four: Fallen Jedi» «Часть четвёртая: Падший джедай»                                         | Питер Рэмси         | Дейв Филони    | 5 сентября 2023  |
| Асока и Врен размышляют о смысле поисков Трауна и Бриджера. На них нападают солдаты Сколла, но героини отбивают атаку. Боясь, что Сколл узнает о местонахождении Трауна, Асока и Врен отправляются на его базу, но на их пути встают Хати и Маррок. Асока убивает Маррока и продолжает свой путь, а Врен остаётся сдерживать Хати. Асока добирается до Сколла и забирает карту, но бросает её, так как та обжигает ей руку. Сколл побеждает, Асока падает в океан. Врен приставляет бластер к карте, но Сколл убеждает её отдать устройство, обещая встречу с Бриджером. Когда местонахождение Трауна становится известно, Сколл уничтожает карту и прибывает на «Око Сиона» вместе с Хати и Врен в качестве пленницы. На Ситос прибывает небольшой флот новореспубликанских истребителей во главе с Синдуллой, но «Око Сиона» успевает совершить прыжок в гиперпространство. Тем временем Асока приходит в себя в «Мире между мирами», где видит своего бывшего учителя, Энакина Скайуокера. |                                                                                                   |                     |                |                  |
| 5 | «Part Five: Shadow Warrior» «Часть пятая: Воин тени»                                              | Дейв Филони         | Дейв Филони    | 12 сентября 2023 |
| Генерал Гера Синдулла прибывает с эскадрильей капитана Карсона Тевы на Ситос, где обнаруживает, что Асока и Сабина исчезли. Сыну Геры Джейсену Синдулле удаётся услышать бой на световых мечах в Мире между мирами, где сражаются Асока и Энакин; таким образом Джейсен раскрывает свою связь с Силой. Незадолго до этого Энакин объясняет Асоке, что наблюдал за ней через Силу, и приходит к выводу, что её поражение в бою с Бэйланом Сколлом частично связано с чувством вины за разлучившие их события. Асока проигрывает дуэль Энакину и заново проживает фрагменты своего прошлого во время Войн клонов. Она начинает понимать, что наследием и Скайуокера, и Дарта Вейдера являются только смерть и война. Энакин снова предлагает Асоке выбор, жизнь или смерть. Поняв, что она не виновата в переходе Энакина на Тёмную сторону, Асока выбирает жизнь и продолжает сражаться. Команда Синдуллы находит Асоку, которая затем с помощью Силы воссоздаёт картину произошедшего и выясняет, что Врен находится со Сколлом. Мон Мотма выходит на связь с Синдуллой и сообщает, что за ней уже отправлены силы Новой Республики. Её доставят на Корусант, где Комитет Сената по обороне будет решать вопрос об отстранении Синдуллы от командования. Когда на Ситос прибывает республиканский флот, Асока примыкает к группе пёрргиллов и отправляется с ними к Сабине и Эзре. Синдулла решает остаться с Джейсеном. |                                                                                                   |                     |                |                  |
| 6 | «Part Six: Far, Far Away» «Часть шестая: Далеко-далеко»                                           | Дженнифер Гетцингер | Дейв Филони    | 19 сентября 2023 |
| «Око Сиона» прибывает на планету Перидея, родину датомирцев — народа Элсбет. Героев приветствуют Великие Матери, троица Ночных сестёр, работающих на Трауна. В ожидании прибытия гранд-адмирала Сколл рассказывает Хати о своём предположении, что падение джедаев и восход Империи — части замкнутого круга, который он собирается разорвать. Траун прибывает на своём звёздном разрушителе «Химера» и сдерживает обещание Сколла, снабжая Врен всем необходимым. Позже он приказывает Сколлу и Хати преследовать Врен, чтобы убить и её, и Бриджера. Врен снова встречается с Бриджером в деревне коренных жителей планеты ноти. Следя за Врен, Сколл чувствует более мощную силу на Перидее и решает найти её и обуздать. Траун приказывает убивать всех прибывающих пёрргилов. |                                                                                                   |                     |                |                  |
| 7 | «Part Seven: Dreams and Madness» «Часть седьмая: Мечты и безумие»                                 | Гита Патель         | Дейв Филони    | 26 сентября 2023 |
| На Корусанте сенатор Зиона отчитывает Синдуллу за неподчинение сенату. Он требует отдать генерала под трибунал, ситуацию спасает C-3PO. Бриджер и Врен отбивают нападение штурмовиков благодаря помощи Асоки. |                                                                                                   |                     |                |                  |
| 8 | «Part Eight: The Jedi, the Witch, and the Warlord» «Часть восьмая: Джедай, ведьма и военачальник» | Рик Фамуйива        | Дейв Филони    | 3 октября 2023   |
| Траун готовится к отбытию. Матери наделяют Морган силой и дают клинок Талзин. В это время корабль Асоки выводят из строя СИД-истребители. Хьюянг остаётся чинить корабль, а Асока, Врен и Бриджер отправляются штурмовать крепость матерей. Они побеждают штурмовиков, но матери воскрешают павших с помощью магии, и героям приходится отступить вглубь крепости и заблокировать за собой двери. Они добираются до средних уровней, где их ждёт Морган. Асока берёт на себя сражение с ведьмой, Врен и Бриджер отправляются на крышу, чтобы остановить гранд-адмирала, но их встречают чёрные штурмовики. Пока джедаи сражаются с врагами, Траун отдаёт приказ об отбытии. Врен и Бриджер побеждают врагов, но понимают, что не успеют попасть на корабль Трауна. Бриджер всё-таки прыгает, а Врен помогает ему долететь с помощью Силы. Врен остаётся на планете, чтобы помочь Асоке. Та расправляется с Морган. Траун приказывает разрушить храм, джедаи успевают запрыгнуть на свой корабль, который пригоняет Хьюянг. Асока пытается догнать корабль гранд-адмирала, но тот успевает скрыться. В финале Бриджер прибывает на корабль Новой Республики, где его встречают Синдулла и Чоппер. Асока и Врен присоединяются к аборигенам. |                                                                                                   |                     |                |                  |

## Производство
В декабре 2020 года компания Lucasfilm анонсировала несколько спин-оффов сериала Disney+ «Мандалорец», включая сериалы «Асока» и «Книга Бобы Фетта». Действие этих шоу происходит в одно время с «Мандалорцем», сюжеты должны пересечься в «кульминационном событии»; в том же временном промежутке происходит действие сериала «Опорная команда». Все шоу разрабатывались параллельно Джоном Фавро и Дейвом Филони, причём Филони был ведущим продюсером и шоураннером «Асоки». В центре сюжета персонаж Асока Тано, созданный Филони для мультсериала «Войны клонов» и появившийся во втором сезоне «Мандалорца». К апрелю 2022 года режиссёрами сериала стали Питер Рэмси и Филони. Спустя год стало известно, что в состав режиссёрского коллектива вошли Стеф Грин, Дженнифер Гетцингер, Гита Патель и Рик Фамуйива. Кэтлин Кеннеди, Керри Бек и Колин Уилсон стали исполнительными продюсерами.
Действие сериала происходит после появлений Асоки в «Мандалорце» и «Книге Бобы Фетта», где она охотится на гранд-адмирала Трауна, одновременно с событиями третьего сезона «Мандалорца». Филони описал сериал как «непрерывную историю», которая «движется к цели», а не является совокупностью «одиночных маленьких приключений». Сюжет «Асоки» продолжает события мультсериала «Звездные войны: Повстанцы». Заглавная героиня начинает здесь свой путь как странница, которая, по словам Филони, отказалась от роли джедая и «идёт по тропе, которой, по сути, давно уже нет». Работая над сериалом, Филони понимал, что одним зрителям Асока уже хорошо знакома, а другим — ещё нет, и считал её «интересным мостиком между тем, что было раньше, и тем, что будет позже».
После анонса сериала в декабре 2020 года стало известно, что Асоку снова сыграет Розарио Доусон. В октябре 2021 года к актёрскому коллективу присоединился Хейден Кристенсен в роли Энакина Скайуокера / Дарта Вейдера, в ноябре — Наташа Лю Бордиццо в роли Врен и Иванна Сахно (позже стало известно, что она играет Шин Хати), в январе 2022 года — Мэри Элизабет Уинстэд, в феврале — Рэй Стивенсон в роли адмирала. В мае стало известно, что в сериале появятся другие персонажи из «Повстанцев», такие как Гера Синдулла и Чоппер. В сентябре Эман Эсфанди получил роль Эзры Бриджера. Изначально ходили слухи, что этого персонажа сыграет Мена Массуд, который после объявления о кастинге Эсфанди рассказал, что проходил прослушивание.
К своим ролям из «Мандалорца» вернулись Женевьев О’Рейли, Диана Ли Иносанто, Дэвид Теннант, Ларс Миккельсен. Морис Ирвин, Жаклин Антарамиан, Нельсон Ли и Эрика Дьюк сыграли разных сенаторов, Уэс Чатем получил роль «правой руки» Трауна, Пол Дарнелл — роль инквизитора Маррока.
Съёмки «Асоки» проходили в Лос-Анджелесе с 9 мая по октябрь 2022 года, причём на этом этапе проект носил рабочее название Stormcrow. Операторами стали Эрик Стилберг и Куен Трэн, съёмки велись одновременно двумя командами. При производстве использовалась технология виртуальной съёмки StageCraft.
Музыку для сериала написал Кевин Кайнер, автор композиций к мультсериалам «Войны клонов», «Повстанцы», «Бракованная партия» и «Сказания о джедаях».

## Релиз и оценки
Филони и Фавро представили сериал на панели Lucasfilm во время проведения Star Wars Celebration 26 мая 2022 года и показали видеообращение Доусон в гриме Асоки, записанное на съёмочной площадке. 28 мая Доусон появилась на панели лично вместе с Филони, Фавро, Бордиццо и Чоппером, после чего были показаны кадры с первых трёх недель съёмок «Асоки». Филони, Фавро, Доусон и Бордиццо представили первый трейлер сериала 7 апреля 2023 года на Star Wars Celebration в Лондоне, а на следующий день актёры представили дополнительные кадры. 13 августа вышел тизер к сериалу, в котором был показан молодой Энакин Скайуокер (для изменения внешности 42-летнего Хейдена Кристенсена были использованы нейросети).
Первые два эпизода «Асоки» вышли на Disney+ 22 августа 2023 года. Последующие серии (в общей сложности их было восемь) выходили по одной каждый вторник до 3 октября. Первый эпизод посвящён памяти Стивенсона, умершего в мае 2023 года. Он начинается с ползущих титров, которые прежде использовались для фильмов «Саги Скайуокеров» и ни в одном сериале о «Звёздных войнах» на Disney+ не фигурировали. В отличие от титров из фильмов, в «Асоке» они написаны красным цветом и иной разметкой. Лот-коты являются аниматрониками, созданными студией Legacy Effects; в «Мандалорце» эти животные были созданы при помощи компьютерной графики. В финальных титрах показан дизайн, напоминающий золотую сферу и звёздную карту, которую Элсбет использует, чтобы найти Трауна, с изображениями лот-волков и пурргилов. Отмечалась схожесть титров с Миром между мирами, показанным в «Повстанцах».
По данным Disney и Lucasfilm, в течение пяти дней с момента премьеры первая серия набрала 14 миллионов просмотров, став самым просматриваемым проектом на Disney+ в дебютную неделю; Disney обозначает как просмотры общее время потока, делённое на хронометраж эпизода, которое The Hollywood Reporter приравнял к 784 миллионам минут. По данным Samba TV, за первые пять дней первый эпизод посмотрели 1,2 млн пользователей.
На сайте-агрегаторе рецензий Rotten Tomatoes сериал получил рейтинг 88 % со средней оценкой 7,4/10. Согласно консенсусу этого сайта, благодаря «крепкому сюжету» и «сильной игре» Доусон «Асока» «обязательна к просмотру для фанатов франшизы». На Metacritic у сериала 68 баллов из 100, что соответствует уровню «в целом положительные отзывы». Рецензент «Мира фантастики» Илья Глазков отметил, что экшена в «Асоке» больше, чем в других сериалах по «Звёздным войнам». При этом, по мнению критика, боевые сцены поставлены «технично и красиво, хоть и без особого драматического накала. Фанаты трилогии приквелов наверняка почувствуют себя как дома; а вот те, кто привык к эмоционально заряженной хореографии новых фильмов или „Оби-Вана Кеноби“, рискуют заскучать». Глазков охарактеризовал «Асоку» как «сериал неторопливый, но зрелищный и интригующий; пусть даже его интрига потребует от фанатов терпения и внимательности. Это не столько продолжение старых мультсериалов, сколько пролог к следующей большой главе „Звёздных войн“».
Тимур Алиев в рецензии для «РБК» назвал «Асоку» одним из самых увлекательных сериалов во всей франшизе и отметил высокую плотность «пасхалок и отсылок». При этом финал шоу он счёл скомканным и констатировал, что другой сериал франшизы, «Андор», похожий по структуре, снят намного лучше, чем «Асока».
В январе 2024 года «Асока» была продлена на второй сезон.

## Документальный спецвыпуск
15 сентября 2023 года на Disney+ вышел спецвыпуск под названием «Учитель и ученик: Особый взгляд на „Асоку“».

## Комментарии
1. ↑  События эпизода «Глава 13: Джедай[англ.]» из сериала «Мандалорец».
2. ↑  События финального эпизода мультсериала «Звёздные войны: Повстанцы» (2018) — «Воссоединение семьи и прощание».